# Championnat de Bulgarie de football 1970-1971
Navigation
Saison précédente Saison suivante
La saison 1970-1971 du Championnat de Bulgarie de football était la 47e édition du championnat de première division en Bulgarie. Les seize meilleurs clubs du pays se retrouvent au sein d'une poule unique, la Vissha Professionnal Football League, où ils s'affrontent deux fois, à domicile et à l'extérieur.
C'est le CSKA Septemvriysko zname Sofia qui remporte le titre national cette saison en terminant en tête du classement, à égalité de points avec le tenant du titre, le Levski-Spartak Sofia mais avec une meilleure différence de buts. Le Botev Vratsa complète le podium, à 10 points du duo de tête. C'est le 15e titre de champion de Bulgarie de l'histoire du club.
À la fin du championnat, le club du ZhSK-Slavia Sofia est dissous et les deux clubs qui en sont à l'origine, le PFC Slavia Sofia et le Lokomotiv Sofia, retrouvent leur place en première division. La Fédération décide de faire passer le championnat de 16 à 18 clubs; un seul club est relégué et les deux meilleurs clubs de deuxième division sont promus.

## Les 16 clubs participants
| - Levski-Spartak Sofia - CSKA Septemvriysko zname Sofia - PFK Spartak Pleven - Lokomotiv Plovdiv - Nikolay Laskov Yambol - Promu de D2 - ZhSK-Slavia Sofia - Chernomorets Burgas - Maritsa Plovdiv | - Dunav Ruse - Tcherno More Varna - Marek Stanke Dimitrov - Chardafon-Orlovets Gabrovo - Promu de D2 - Trakia Plovdiv - Botev Vratsa - Akademik Sofia - Etar Veliko Tarnovo |

## Compétition

### Classement
Le barème utilisé pour établir le classement est le suivant :
- Victoire : 3 points
- Match nul : 1 point
- Défaite : 0 point

| Rang | Équipe                         | Pts | J  | G  | N  | P  | Bp | Bc | Diff |
| ---- | ------------------------------ | --- | -- | -- | -- | -- | -- | -- | ---- |
| 1    | CSKA Septemvriysko zname Sofia | 48  | 30 | 21 | 6  | 3  | 74 | 21 | +53  |
| 2    | Levski-Spartak Sofia T C       | 48  | 30 | 21 | 6  | 3  | 59 | 22 | +37  |
| 3    | Botev Vratsa                   | 38  | 30 | 17 | 4  | 9  | 51 | 31 | +20  |
| 4    | Lokomotiv Plovdiv              | 35  | 30 | 14 | 7  | 9  | 55 | 42 | +13  |
| 5    | Trakia Plovdiv                 | 32  | 30 | 13 | 6  | 11 | 53 | 50 | +3   |
| 6    | ZhSK-Slavia Sofia              | 31  | 30 | 12 | 7  | 11 | 53 | 41 | +12  |
| 7    | Tcherno More Varna             | 28  | 30 | 11 | 6  | 13 | 37 | 42 | -5   |
| 8    | Chardafon-Orlovets Gabrovo P   | 28  | 30 | 11 | 6  | 13 | 42 | 52 | -10  |
| 9    | PFC Spartak Pleven             | 27  | 30 | 10 | 7  | 13 | 46 | 47 | -1   |
| 10   | Marek Stanke Dimitrov          | 27  | 30 | 9  | 9  | 12 | 37 | 41 | -4   |
| 11   | Dunav Ruse                     | 27  | 30 | 10 | 7  | 13 | 32 | 45 | -13  |
| 12   | Etar Veliko Tarnovo            | 27  | 30 | 10 | 7  | 13 | 33 | 49 | -16  |
| 13   | Nikolay Laskov Yambol P        | 25  | 30 | 8  | 9  | 13 | 26 | 47 | -21  |
| 14   | Akademik Sofia                 | 23  | 30 | 6  | 11 | 13 | 33 | 41 | -8   |
| 15   | Chernomorets Burgas            | 19  | 30 | 6  | 7  | 17 | 33 | 66 | -33  |
| 16   | Maritsa Plovdiv                | 17  | 30 | 4  | 9  | 17 | 28 | 55 | -27  |

|  | Qualification pour la Coupe des clubs champions 1971-1972                                |
|  | Qualification pour la Coupe des Coupes 1971-1972                                         |
|  | Qualification pour la Coupe UEFA 1971-1972                                               |
|  | Relégation en deuxième division                                                          |
|  | T : Tenant du titre C : Vainqueur de la Coupe de Bulgarie P : Promu de deuxième division |

## Bilan de la saison
| Championnat de Bulgarie de football 1970-1971 |                                            |
| Champion                                      | CSKA Septemvriysko zname Sofia (15e titre) |
| Coupes et trophées                            |                                            |
| Vainqueur de la Coupe de Bulgarie 1970-1971   | Levski-Spartak Sofia                       |
| Qualifications continentales                  |                                            |
| Coupe des clubs champions 1971-1972           | CSKA Septemvriysko zname Sofia             |
| Coupe des Coupes 1971-1972                    | Levski-Spartak Sofia                       |
| Coupe UEFA 1971-1972                          | Botev Vratsa                               |
| Coupe UEFA 1971-1972                          | Lokomotiv Plovdiv                          |
| Promotions et relégations                     |                                            |
| Promus en Vissha PFL                          | ZhSK-Spartak Varna                         |
| Promus en Vissha PFL                          | Beroe Stara Zagora                         |
| Relégués en B PFL                             | Maritsa Plovdiv                            |